# 獵鷹娛樂
獵鷹娛樂又稱獵鷹工作室（英語：Falcon entertainment studios）是一家美國男同性戀色情片公司，位於加州舊金山，由Chuck Holmes創立於1971年。
該公司是男同性戀色情片界最具影響力的品牌之一，同時亦是世界上規模最大的男同性戀色情片公司之一。